# Askö (Lemland, Åland)
Askö med Bergskär är en ö i Lemlands kommun på Åland (Finland). Den ligger söder om Järsö, 12 kilometer söder om huvudstaden Mariehamn.
Öns area är 59,1 hektar och dess största längd är 1,4 kilometer i sydöst-nordvästlig riktning. Ön höjer sig omkring 20 meter över havsytan.
Terrängen på Askö består huvudsakligen av hällmarksskog med inslag av al i låglänta områden.  På Askö finns fyra hus samlade på den norra sidan av ön.
Mellan Järsö och Askö ligger Askörännan där farleden från Mariehamn mot Rödhamnsfjärden går.

## Sammanvuxna öar
- Askö 59°59′40″N 19°59′11″Ö / 59.99432°N 19.9863°Ö
- Bergskär 59°59′45″N 19°58′34″Ö / 59.99595°N 19.9762°Ö